# جاده ۶۲ (ایران)
جاده ۶۲ جاده‌ایست که استان لرستان را به اصفهان متصل می‌کند.